# Polypedilum convexum
Polypedilum convexum är en tvåvingeart som först beskrevs av Oskar Augustus Johannsen 1932.  Polypedilum convexum ingår i släktet Polypedilum och familjen fjädermyggor. Inga underarter finns listade i Catalogue of Life.